# Tacitus (císař)
Marcus Claudius Tacitus (kolem 200 – červenec 276 Tyana) byl římský císař vládnoucí v letech 275–276. Byl posledním panovníkem ve 3. století, při jehož volbě hrál jistou roli senát. Jeho řazení k vojenským císařům platí proto jen zčásti.

## Původ a kariéra
Tacitův původ a kariéru před nástupem na trůn lze jen velmi obtížně zrekonstruovat. Podle dnešních názorů se zdá, že měl kořeny v Podunají, byl spíše vojenským činitelem než civilistou a že ho do senátu přijali teprve v pokročilém věku. Jisté je, že někdy před rokem 275 zastával funkci dodatečně zvoleného konzula (consul suffectus) a v rámci senátu si získal významné postavení (snad dokonce pozici prvního muže senátu, princeps senatus). Jeho ztotožňování s Aulem Caecinou Tacitem, řádným konzulem z roku 273, se dnes obecně nepřijímá.
O Tacitově manželství hovoří pouze jeden vysoce problematický pramen, aniž by ovšem uváděl manželčino jméno. Spolu s údajem o vícero synech, které prý císař měl, je tato informace považována za fikci. Z příbuzných je jednoznačně doložen pouze Tacitův nevlastní bratr Florianus.

## Proklamace za císaře
Po násilné smrti císaře Aureliana, který po sobě nezanechal žádné dědice, nebyl nikdo z armádních představitelů v pozici, aby mohl usilovat o následnictví. Vliv senátu natolik upadl, že bez souhlasu vojska nemohli nástupce ustanovit ani v Římě, a tak nastala kuriózní situace: špičky armády se obrátily na senátory, aby jmenovali nového císaře, ti to odmítli a delegovali právo volby zpět na armádu. Mezitím v říši fakticky vládla vdova po Aurelianovi, Ulpia Severina, pro niž se ve všech provinciích razily mince.
Mezi vojskem a senátem došlo nakonec ke kompromisu a za císaře byl prohlášen bývalý konzul Tacitus, od něhož se dalo očekávat, že bude vůči senátu příznivě nakloněn. V době své volby se nový císař nacházel v Kampánii, odkud se ihned odebral do Říma. Zprávy antických spisovatelů, že mezi Aurelianovou smrtí a proklamací Tacitovou uběhlo půl roku, jsou nesprávné – ve skutečnosti šlo maximálně o dva měsíce (září / říjen – listopad / prosinec 275).

## Vláda
Jedním z prvních kroků císaře Tacita bylo jmenování bratra Floriana prefektem pretoriánů a potrestání vrahů předchozího vladaře Aureliana – ten byl zároveň prohlášen za boha. Podle očekávání se Tacitus choval s respektem vůči senátu, na reálné mocenské poměry ve 3. století to však žádný vliv nemělo. Tvrzení Historie Augusty, že senát vystupoval za Tacita opět samostatně a že odmítal některé císařovy návrhy, je moderními historiky pokládáno za fikci.
Císař, který 1. ledna 276 nastoupil svůj řádný konzulát, musel brzy poté vytáhnout do boje. Gótové spolu s Heruly pustošili od podzimu maloasijské provincie, především Pontus, Kappadokii a Kilikii, a Tacitus byl nucen proti nim zasáhnout. Podle Historie Augusty se ozbrojenci obou etnik měli původně zúčastnit Aurelianovy výpravy proti Peršanům a k loupení se odhodlali až pod dojmem následného bezvládí. Zonaras a Synkellos naopak hovoří o tom, že Aurelianus chystal válku proti Gótům, nikoli proti Peršanům, což by znamenalo, že Tacitus jen realizoval záměry svého předchůdce.
V pramenech se neuvádí, kde došlo k bitvě mezi Římany a Germány, znám je pouze výsledek – vítězství císařských vojsk. Na zpáteční cestě do Říma pak Tacita v kappadocké Tyaně nečekaně zavraždili. Motivem pachatelů byl údajně strach, že se Tacitus bude mstít za nedávnou vraždu svého příbuzného Maximina, místodržitele Sýrie.